# Boulevard Zéphirin-Camélinat
Le boulevard Zéphirin-Camélinat est une voie de communication située à Gennevilliers.

## Situation et accès
Ce boulevard orienté sud-ouest-nord-est commence au croisement de la rue Jean-Jaurès et de l'avenue Gabriel-Péri, dans le prolongement de la rue Louis-Calmel (anciennement chemin de La Garenne-Colombes à Gennevilliers).
Autrefois, y circulait la ligne de tramway 66 Colombes – Clignancourt.

## Origine du nom
Cette voie a été nommée en l'honneur de Zéphirin Camélinat, syndicaliste et homme politique français.

## Historique
En 1905, l’entreprise Carbone Lorraine souhaite déménager de ses locaux du 33 rue de Lorraine à Levallois-Perret.
Un jour de l’été 1912, le neveu de Willy Blumenthal, dirigeant de la société, repère à Gennevilliers, une grande propriété à l’abandon. Cette parcelle de terrain, appelée Le Clos Griffon, est une exploitation agricole qui fait partie de l’ancien domaine du château de Gennevilliers, qui avait appartenu au duc de Richelieu.
En 1913, la société acquiert les sept hectares de cette exploitation appelée ferme Biron, située Clos Griffon, à l’angle du boulevard Zéphirin-Camélinat et de la rue Jean-Jaurès.
Elle s'y installe en 1914, et un premier bâtiment est construit.
En 1956, l’entreprise cède à la ville une parcelle de ce terrain. C'est à cet endroit que se dresse le monument de la Résistance.
En 1936, les laboratoires Mauchant, spécialisés dans les produits pharmaceutiques et le talc pour bébés s’installent 22 boulevard circulaire d’Épinay, puis s'agrandit en 1960.

## Bâtiments remarquables et lieux de mémoire
- Monument commémoratif de la Résistance, Gennevilliers[7].
- Société Mersen, anciennement Carbone Lorraine.
- Emplacement du château de Gennevilliers, démoli au début du XXe siècle.